# Edward Bede Clancy
Edward Bede Clancy, avstralski rimskokatoliški duhovnik, škof in kardinal, * 13. december 1923, Lithgow, † 3. avgust 2014, Randwick, Novi Južni Wales, Avstralija.

## Življenjepis
23. julija 1949 je prejel duhovniško posvečenje.
25. oktobra 1973 je bil imenovan za pomožnega škofa Sydneyja in za naslovnega nadškofa Árd Carna; 19. januarja 1974 je prejel škofovsko posvečenje.
24. novembra 1978 je bil imenovan za nadškofa Canberre in 12. februarja 1983 za nadškofa Sydneyja; s slednjega položaja se je upokojil 26. marca 2001.
28. junija 1988 je bil povzdignjen v kardinala in imenovan za kardinal-duhovnika S. Maria in Vallicella.